# مارك سميث (لاعب كرة قدم)
مارك سميث (بالإنجليزية: Mark Smith)‏ (16 ديسمبر 1964 في المملكة المتحدة - ) هو لاعب كرة قدم بريطاني في مركز الهجوم. لعب مع دونفرملين أثلتيك وستوك سيتي وشروزبري تاون ونادي ريدنغ ونادي سلتيك ونوتينغهام فورست وهاميلتون أكاديميكال ونادي مانسفيلد تاون ونادي آير يونايتد ونادي كوينز بارك.

## وصلات خارجية
- مارك سميث على موقع قاعدة بيانات كرة القدم.إي يو (الإنجليزية)